# Lake Benton
Lake Benton és una població dels Estats Units a l'estat de Minnesota. Segons el cens del 2000 tenia 703 habitants.

## Demografia
Segons el cens del 2000, Lake Benton tenia 703 habitants, 334 habitatges, i 196 famílies. La densitat de població era de 71,1 habitants per km².
Dels 334 habitatges en un 21,9% hi vivien nens de menys de 18 anys, en un 50% hi vivien parelles casades, en un 5,7% dones solteres, i en un 41,3% no eren unitats familiars. En el 39,2% dels habitatges hi vivien persones soles el 24,9% de les quals corresponia a persones de 65 anys o més que vivien soles. El nombre mitjà de persones vivint en cada habitatge era de 2,09 i el nombre mitjà de persones que vivien en cada família era de 2,78.
Per edats la població es repartia de la següent manera: un 21,6% tenia menys de 18 anys, un 5,4% entre 18 i 24, un 21,8% entre 25 i 44, un 22,3% de 45 a 60 i un 28,9% 65 anys o més.
L'edat mediana era de 47 anys. Per cada 100 dones de 18 o més anys hi havia 82,5 homes.
La renda mediana per habitatge era de 29.583 $ i la renda mediana per família de 36.750 $. Els homes tenien una renda mediana de 29.125 $ mentre que les dones 21.750 $. La renda per capita de la població era de 15.922 $. Cap de les famílies i el 5,7% de la població estaven per davall del llindar de pobresa.

## Poblacions més properes
El següent diagrama mostra les poblacions més properes.